# Yaylapınar, Çameli
Yaylapınar là một xã thuộc huyện Çameli, tỉnh Denizli, Thổ Nhĩ Kỳ. Dân số thời điểm năm 2010 là 811 người.